# Yuta Obara
Yuta Obara (小原 佑太, Obara Yūta), né le 29 février 1996, est un coureur cycliste japonais, spécialiste de la vitesse sur piste.

## Biographie
En tant qu'étudiant, Yuta Obara pratique d'abord la natation et l'athlétisme jusqu'à ce qu'il se mette au cyclisme à l'invitation d'un camarade de classe plus âgé. Il réussit l'examen d'entrée à l'école japonaise de keirin et est principalement actif dans les courses de keirin au Japon au cours des premières années de sa carrière. Il est inclus dans l'équipe nationale, mais en est ensuite exclu en raison d'une blessure.
À partir de 2021, il participe à nouveau avec l'équipe nationale à des compétitions internationales, devenant ainsi un spécialiste de la vitesse par équipes. Dans cette compétition, il remporte une manche de la Coupe des Nations 2021 à Hong Kong, les championnats d'Asie trois fois de suite de 2022 à 2024 et les Jeux Asiatiques en 2022. En 2024, il devient également champion d'Asie de vitesse individuelle. Il représente son pays aux championnats du monde de cyclisme sur piste depuis 2021 et a atteint à deux reprises la finale du kilomètre.

## Palmarès sur piste

### Jeux olympiques
- Paris 2024
  - 5e de la vitesse par équipes
  - 8e de la vitesse individuelle

### Championnats du monde
| Édition / Épreuve              | Kilomètre | Vitesse par équipes |
| Roubaix 2021                   | 8e        | 8e                  |
| Saint-Quentin-en-Yvelines 2022 | 6e        |                     |
| Glasgow 2023                   |           | 6e                  |
| Ballerup 2024                  |           | Bronze              |

### Coupe des nations
- 2021
  - 1er de la vitesse par équipes à Hong Kong (avec Tomohiro Fukaya et Shinji Nakano)
- 2023
  - 3e de la vitesse par équipes au Caire
- 2024
  - 2e de la vitesse par équipes à Adélaïde
  - 2e de la vitesse par équipes à Hong Kong
- 2025
  - 2e de la vitesse par équipes à Konya

### Championnats d'Asie
- New Delhi 2022
  -  Champion d'Asie de vitesse par équipes (avec Kaiya Ota, Yoshitaku Nagasako et Kohei Terasaki)
- Nilai 2023
  -  Champion d'Asie de vitesse par équipes (avec Kaiya Ota et Yoshitaku Nagasako)
- New Delhi 2024
  -  Champion d'Asie de vitesse
  -  Champion d'Asie de vitesse par équipes (avec Kento Yamasaki et Minato Yakaishi)

### Jeux asiatiques
- Hangzhou 2022
  -  Médaillé d'or de la vitesse par équipes (avec Kaiya Ota, Yoshitaku Nagasako et Shinji Nakano)

### Championnats du Japon
- 2016
  -  Champion du Japon du kilomètre
- 2021
  -  Champion du Japon du keirin
  -  Champion du Japon de vitesse par équipes
- 2022
  -  Champion du Japon du kilomètre
  -  Champion du Japon de vitesse par équipes
- 2023
  -  Champion du Japon de vitesse par équipes
- 2024
  -  Champion du Japon de vitesse